# Neoromicia
Neoromicia es un género de murciélagos microquirópteros de la familia Vespertilionidae. Este género incluye varias especies distribuidas en el continente africano y en Madagascar, habitando una variedad de entornos desde bosques tropicales hasta áreas de sabana.

## Taxonomía
El género Neoromicia fue descrito en 1926 por el naturalista sudafricano Austin Roberts. Originalmente, algunas de sus especies se clasificaron dentro de Pipistrellus debido a su similitud morfológica, pero estudios recientes de genética y morfología respaldaron su clasificación como género separado.
Se reconocen las siguientes especies:
- Neoromicia brunneus (Thomas, 1880)
- Neoromicia capensis (A. Smith, 1829)
- Neoromicia flavescens (Seabra, 1900)
- Neoromicia guineensis (Bocage, 1889)
- Neoromicia helios Heller, 1912
- Neoromicia melckorum Roberts, 1919
- Neoromicia nanus (Peters, 1852)
- Neoromicia rendalli (Thomas, 1889)
- Neoromicia robertsi[3] Goodman, Taylor, Ratrimomanarivo & Hoofer, 2012
- Neoromicia roseveari[4] Monadjem, Richards, Taylor & Stoffberg, 2013
- Neoromicia somalicus (Thomas, 1901)
- Neoromicia tenuipinnis (Peters, 1872)
- Neoromicia zuluensis (Roberts, 1924)

## Distribución
El género Neoromicia se distribuye ampliamente en África y Madagascar, habitando distintos ecosistemas, desde áreas boscosas y tropicales hasta zonas de sabana. La mayoría de las especies son insectívoras y se adaptan a diversas condiciones de hábitat, lo que contribuye a su presencia en una variedad de entornos.